# Hoodia dregei
Hoodia dregei är en oleanderväxtart som beskrevs av Nicholas Edward Brown. Hoodia dregei ingår i släktet Hoodia och familjen oleanderväxter. Inga underarter finns listade i Catalogue of Life.